# Axel Holvoet
Axel Holvoet (ur. 1956 w Antwerpii) – polski filolog pochodzenia belgijskiego, slawista, bałtysta i niderlandysta.

## Życiorys
W latach 1973–1977 studiował slawistykę na Uniwersytecie Gandawskim, po czym odbył roczny staż naukowy w Polsce. W 1982 obronił w Gandawie pracę doktorską na temat aspektu i modalności w języku polskim. W międzyczasie studiował również język hebrajski i klasyczny arabski. W 1993 na Wydziale Polonistyki Uniwersytetu Warszawskiego uzyskał stopień doktora habilitowanego nauk humanistycznych w zakresie językoznawstwa na podstawie pracy pt. Transitivity and Clause Structure in Polish. A Study in Case Marking. W 2007 uzyskał tytuł profesora.
Po ukończeniu studiów pracował m.in. jako nauczyciel języka rosyjskiego. W 1981 odbył służbę wojskową w armii belgijskiej. Po obronie pracy doktorskiej przyjechał do Polski, gdzie podjął pracę lektora języka niderlandzkiego w Instytucie Germanistyki Uniwersytetu Warszawskiego. Następnie został zatrudniony w pracowni fonetycznej Instytutu Słowianozawstwa Polskiej Akademii Nauk. W tym czasie zainteresował się również językami bałtyckimi, których znajomość zgłębiał w trakcie wyjazdów do krajów bałtyckich pod koniec lat 80.
W 1988 został zaproszony przez prof. Elżbietę Smułkową do współpracy na specjalizacji lituanistycznej na Wydziale Polonistyki UW, a w 1990 został pracownikiem nowo utworzonej Katedry Filologii Bałtyckiej. W 1998 zamieszkał w Wilnie, gdzie rozpoczął współpracę z młodymi językoznawcami litewskimi. W 2006 po kilkuletniej przerwie powrócił na Uniwersytet Warszawski. Jest pracownikiem Katedry Językoznawstwa Ogólnego, Wschodnioazjatyckiego Porównawczego i Bałtystyki.
W 2012 został odznaczony Złotym Krzyżem Zasługi.

## Wybrane publikacje
- Aspekt a modalność w języku polskim na tle ogólnosłowiańskim, Zakład Narodowy im. Ossolińskich, Wrocław 1989, ISBN 83-04-03191-4
- Transitivity and Clause Structure in Polish. A Study in Case Marking, Slawistyczny Ośrodek Wydawniczy, Warszawa 1991, ISBN 83-900117-2-7
- Studies in the Latvian Verb, Wydawnictwo Uniwersytetu Jagiellonskiego, Kraków 2001, ISBN 83-233-1511-6
- Mood and Modality in Baltic, Wydawnictwo Uniwersytetu Jagiellońskiego, Kraków 2007, ISBN 978-83-233-2298-6

Axel Holvoet jest też autorem przekładów wierszy:
- Willem Maurits Roggeman (ur. 1935) Pochwała metafory i inne wiersze (Lof van de metafoor en andere gedichten), wyd. "Świat Literacki", Izabelin 1998, ISBN 83-86646-68-3
- Hugo Claus Cały smutek Belgii (Verdriet van België), Państwowy Instytut Wydawniczy, Warszawa 1994, ISBN 83-06-02384-6 (wspólnie z Zofią Klimaszewską)